# Zabawa w Acapulco
Zabawa w Acapulco – amerykańska komedia muzyczna z 1963 r. z Elvisem Presleyem i Ursulą Andress w rolach głównych. 
Po wejściu do kin film uplasował się na 1 miejscu amerykańskiego box office’u, a w rankingu magazynu Variety zajął 33. miejsce na liście najlepszych filmów 1963 r. Był również najbardziej dochodowym filmem muzycznym roku.

## Obsada
- Elvis Presley jako Mike Windgren
- Ursula Andress jako Margarita Dauphin
- Elsa Cárdenas jako Dolores Gomez
- Paul Lukas jako Maximilian Dauphin
- Larry Domasin jako Raoul Almeido
- Alejandro Rey jako Moreno
- Robert Garricart jako Jose Garcia
- Teri Hope jako Janie Harkins
- Red West jako Poolside Guest (niewymieniony w napisach)

## Fabuła
Do Acapulco przybywa były cyrkowiec Mike Windgren, który po dramatycznym wypadku w Stanach usiłuje uciec od przeszłości. Z jego winy podczas wykonywania akrobacji na trapezie został ciężko ranny jego partner, a on sam na skutek traumatycznych przeżyć nabawił się lęku wysokości. W Acapulco Mike poznaje Raoula Almeido, małego pucybuta, który dzięki swoim wszechstronnym znajomościom załatwia mu pracę w luksusowym hotelu. Wieczorami Mike śpiewa, a w dzień jest ratownikiem na hotelowym basenie. Wdaje się też w romans z dwiema kobietami. Jedna to Meksykanka, Dolores, która jest toreadorem, a druga to Amerykanka, Margarita dyrektorka hotelu. Mike zakochuje się w Margaricie, ale drugi ratownik Moreno również jest zainteresowany piękną dziewczyną. Ich rywalizacja prowadzi do ostrego starcia, które kończy się kontuzją Moreno. To z kolei uniemożliwia mu wykonanie popisowego skoku z klifu do morza, który wykonywał dla turystów. Mike postanawia go zastąpić i pokonując swój lęk wysokości oddaje wspaniały skok, którym zyskuje przychylność widzów i szacunek Moreno. Na koniec Margarita i mały Raoul decydują się wyjechać z nim na Florydę.

## Produkcja
Zabawa w Acapulco był pierwszym z trzech filmów, jakie Elvis nakręcił w 1963 r. Autorem scenariusza został Allan Weiss, a reżyserem Richard Thorpe, który wcześniej nakręcił Więzienny rock. Produkcja rozpoczęła się na 21 stycznia 1963 r. od nagrania ścieżki dźwiękowej. Zdjęcia ruszyły dwa dni później, 25 stycznia w Kalifornii. Choć akcja filmu rozgrywa się w Meksyku, to wszystkie sceny nakręcono w Hollywood. Na planie Elvis pracował po czternaście godzin dziennie, przez sześć dni w tygodniu.
Jak zauważyła prasa, piosenkarz w swoich filmach wiele scen kaskaderskich wykonywał samodzielnie. Podobnie było i tym razem, kiedy Elvis uczestniczył w kilku wyczynach kaskaderskich, które producenci uznali za ryzykowne. W początkowej scenie jego bohater występuje w cyrku, gdzie wykonuje akrobacje na trapezie zawieszonym wysoko nad ziemią bez siatki zabezpieczającej. W rzeczywistości w czasie kręcenia tej sceny przedsięwzięto wszelkie środki ostrożności, by zapewnić Elvisowi bezpieczeństwo. Pomimo to producent Hal Wallis wciąż był zdenerwowany tym, że jego gwiazda chce wykonać ten ryzykowny numer samodzielnie.
Gdy zdjęcia dobiegły końca piosenkarz poprosił producenta Wallisa, żeby pozwolił mu zatrzymać dwie czarne, jedwabne koszule i strój flamenco, który nosił w filmie. Następnie 22 marca 1963 r. wrócił do domu w Memphis.